# El tallador de gespa
El tallador de gespa (títol original en anglès: The Lawnmower Man) és una pel·lícula de terror i ciència-ficció de 1992, dirigida per Brett Leonard, escrita per Leonard i Gimel Everett, i protagonitzada per Jeff Fahey com a Jobe Smith, un jardiner amb discapacitat intel·lectual, i Pierce Brosnan com el Dr. Lawrence "Larry" Angelo, un científic que decideix experimentar amb ell en un esforç per donar-li més intel·ligència. Els experiments donen a Jobe habilitats sobrehumanes, però milloren la seva agressió, convertint-lo en un home obsessionat per evolucionar cap a un ésser digital. L'obra està doblada al català.
Aquesta pel·lícula va ser una adaptació d'un guió original titulat "CyberGod". El títol prové d'un conte de 1975 de Stephen King. Ambdues històries involucraven un jardiner que opera una talladora de gespa, però la pel·lícula té poca semblança amb la història de King, que implica un sàtir que fa sacrificis humans al déu grec Pan. Va guanyar més danys quan el seu nom es va incloure al títol del llançament del vídeo domèstic.
Una seqüela, El tallador de gespa 2: Més enllà del ciberespai, es va estrenar el 1996, amb Austin O'Brien com a únic actor que tornava de la pel·lícula original.